# Ghirișu Român
Ghirișu Român – wieś w Rumunii, w okręgu Kluż, w gminie Mociu. W 2011 roku liczyła 333 mieszkańców.